# نولان أخضر مغبر
نولان أخضر مغبر (الاسم العلمي:Nolana glauca) هو نوع نباتي يتبع جنس النولان من فصيلة الباذنجانية.